# ميمو بيرج
ميمو بيرج (بالإستونية: Maimu Berg)‏ (من مواليد 27 أغسطس 1945 في تالين) هو كاتبة إستونية وناقدة ومترجمة وصحفية كانت عضوة في برلمان إستونيا المعروف باسم رييجيكو Riigikogu، الذي انتُخبت كعضوة له في عام 2011.
تخرجت ميمو من المدرسة الثانوية في تالين عام 1968، وحصلت على شهادتها في اللغة والأدب الإستوني من جامعة تارتو. عملت في مكتبة الجامعة من عام 1969 إلى عام 1974، وحررت مجلة سيلويت Siluett من عام 1974 إلى عام 1990. كما عملت كصحفية في العديد من درو النشر والطباعة. كانت عضوةً في الاتحاد الشعبي لاستونيا من عام 2002 إلى عام 2006، ثم أصبحت عضوةً في الحزب الديمقراطي الاجتماعي. عملت في مجلس مدينة تالين من عام 2007 إلى عام 2009. تم ترشيحها للترشح للبرلمان في عامي 2003 و2007، ثم ترشحت للبرلمان الأوروبي في عام 2004. تزوجت بيرج لبعض الوقت من الكاتب فاينو فاهينج، والذي أنجبت منه ابنة القاضية جوليا لافرانك.
كتبت بيرج بعضًا من الروايات والقصص القصيرة.